# Ciry-Salsogne
Ciry-Salsogne település Franciaországban, Aisne megyében. Lakosainak száma 892 fő (2022. január 1.). Ciry-Salsogne Acy, Chassemy, Condé-sur-Aisne, Couvrelles, Serches, Sermoise és Vasseny községekkel határos.

## Népesség
A település népességének változása:
| Lakosok száma | 464  | 535  | 629  | 808  | 897  | 918  | 930  | 910  | 900  | 892  |
|               | 1968 | 1982 | 1990 | 2006 | 2013 | 2015 | 2017 | 2019 | 2020 | 2022 |